# The Mechanic
The Mechanic är en amerikansk action-thrillerfilm från 2011, i regi av Simon West och med Jason Statham och Ben Foster i huvudrollerna. Det är en nyinspelning av filmen från 1972 med samma namn, regisserad av Michael Winner och med Charles Bronson och Jan-Michael Vincent i huvudrollerna.

## Handling
Arthur Bishop är en elityrkesmördare med en strikt kodex och unik talang för att kliniskt eliminera sina måltavlor. Det är ett jobb som fordrar professionell perfektion och total likgiltighet, och Bishop är den bästa i hela branschen. Men när hans mentor och nära vän Harry McKenna mördas är Bishop allt utom likgiltig. Hans nästa uppdrag är självpåtaget - han vill se de ansvariga döda. Hans uppdrag blir komplicerat när Harrys son Steve McKenna kommer till honom med samma hämndgiriga mål och en beslutsamhet att lära sig om Bishops farliga yrke. Bishop har alltid agerat ensam men han kan inte vända Harrys son ryggen. 

## Rollista
- Jason Statham - Arthur Bishop
- Ben Foster - Steve McKenna
- Tony Goldwyn - Dean Sanderson
- Donald Sutherland - Harry McKenna
- John McConnell - Vaughn
- Mini Andén - Sarah
- Stuart Greer - Ralph